# Música divertida

Algunos de los grupos más representativos del período. De izquierda a derecha: Los Twist, Viuda e Hijas de Roque Enroll, Suéter, Soda Stereo y Los Helicópteros.

La música divertida, también conocida como movimiento divertido o movida divertida, es el nombre con el que se identifica a un movimiento dentro del rock de Argentina de inicios de los años '80, caracterizado por su sonido bailable influido por el twist de los años '60, el rock teatral y el ska, y el uso de letras humorísticas e irreverentes, con críticas y burlas a la sociedad, la política y los militares, además de letras picarescas que hablaban de temas tabú en Argentina hasta ese momento como sexo, cirugías plásticas o transexualidad.
La música divertida fue crucial en la historia del rock argentino como transición del estilo solemne del rock progresivo de los '70 al sonido rápido y descontracturado que el rock argentino adoptaría en los '80. Marcó una ruptura generacional con el estilo serio y lento de la década anterior, y recuperó la energía y el carácter descontracturado del rock and roll, lo que le permitiría al rock argentino expandirse por toda Latinoamérica en esa década.
Entre las principales exponentes de la música divertida estuvieron: Viuda e Hijas de Roque Enroll, Los Twist, Los Helicópteros, Punch, Merlín, Divina Gloria, la última formación de Pastoral, Gustavo Santaolalla durante su primer álbum solista, Virus, Las Bay Biscuits, Suéter, el quinteto humorístico de Horacio Fontova y sus sobrinos, Los Abuelos de la Nada y Soda Stereo.
A mediados de los 80s el subgénero pasó a manos del pop tropical del grupo Las Primas.

## Historia

### El contexto histórico
A fines de la década de los años '70 el rock argentino vivía un panorama desolador: perseguido y censurado por la dictadura, carente de figuras que emigraron (especialmente a España) exiliándose por la persecución militar, ignorado o bloqueado por las grandes compañías discográficas a excepción de unas pocas bandas (como Serú Girán) que sí tenían el privilegio de ser difundidas en los grandes medios de comunicación, incomprendido por gran parte del periodismo y la sociedad, jaqueado por la crisis económica que estaba viviendo Argentina y que (junto con la censura dictatorial) fue cerrando progresivamente los locales para tocar y dificultando el acceso a instrumentos, equipos y posibilidades de tocar y grabar.
A esto se le sumaba un estancamiento musical: en el mundo el rock progresivo había cumplido su ciclo hacia 1977 con la explosión del punk y sus sucesores como la new wave, que recuperaron la energía y la espontaneidad del rock and roll primitivo que se habían olvidado con el estilo progresivo, y que abrieron camino al que sería el sonido característico de los años '80. No obstante, en Argentina la dictadura no permitió el ingreso del punk (por obvias razones de mantener una férrea censura sobre las noticias que considerara indeseables), lo cual provocó que no hubiera renovación estilística y que el rock progresivo continuara varios años más, sobrepasando su ciclo natural, algo que se evidenciaría por ejemplo en la película Buenos Aires Rock (1982), que muestra imágenes de un festival argentino del mismo nombre, y en donde se ven hippies en pleno año 1982.
Esto es de destacar pues en el resto del mundo resultaba anacrónico, ya que para 1982 los hippies habían desaparecido hacía varios años del centro del panorama musical, y en ese mismo momento en el mundo reinaban la new wave y el synthpop.
Como consecuencia del mencionado estancamiento musical, los mayores defectos que se le achacaban al rock progresivo (tomarse a sí mismo demasiado en serio, ser demasiado frío, demasiado intelectual, demasiado lento y parsimonioso, demasiado proclive a los solos interminables, falto de espontaneidad, poco predispuesto al baile y a la diversión, poco accesible para ganarse la popularidad de las masas, poco atractivo para el público femenino) se fueron haciendo cada vez más evidentes, al quedar largos años como la única propuesta visible de rock en el ambiente argentino.

### Surgimiento de un nuevo movimiento

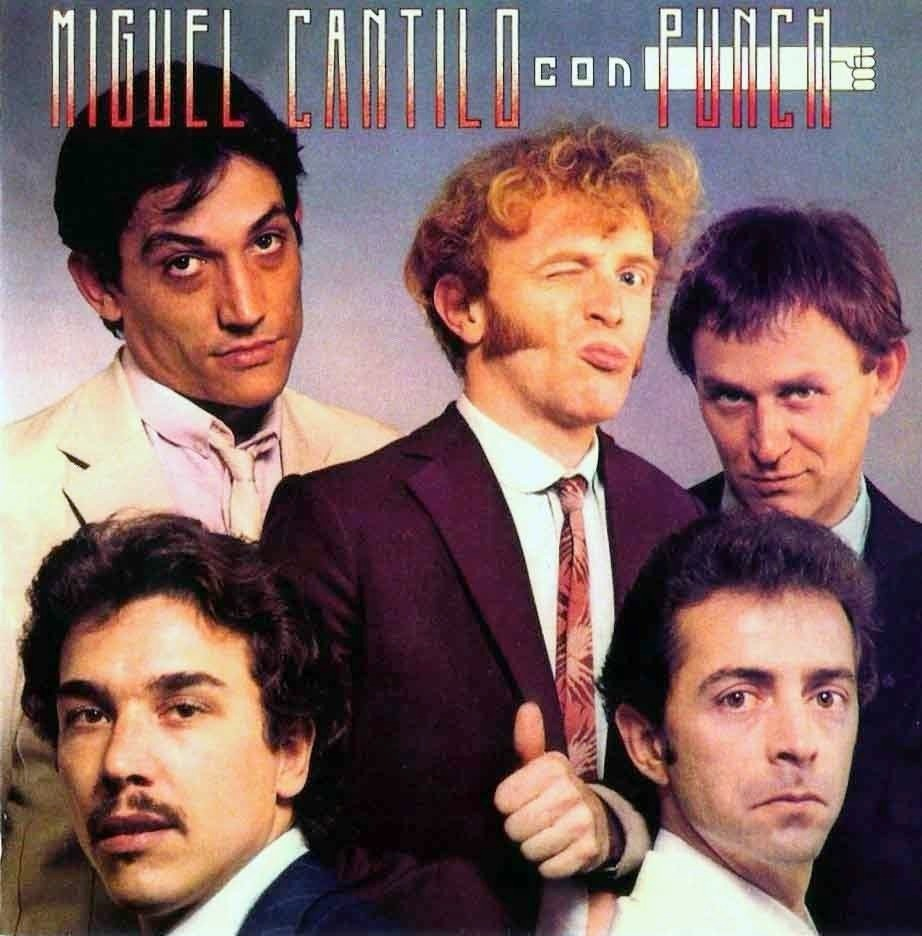
A donde quiera que voy (1980) de Punch fue uno de los primeros intentos de modernizar el rock argentino, que se encontraba estancado en el rock progresivo.

Sin embargo, las cosas comenzaron a cambiar para el año 1980. A poco de empezar la década de los '80, empezó a haber en Argentina intentos de músicos, insatisfechos con el rock progresivo de la generación anterior, pero también descontentos con la dictadura, músicos que comenzaron a buscar un estilo de música que los representara.
Uno de los primeros intentos para modernizar el rock argentino provino irónicamente de un emblema de la generación anterior, Miguel Cantilo (exmiembro de Pedro y Pablo, el dúo de canción de protesta de inicios de los '70). Tras haber estado en Europa, Miguel Cantilo había tomado contacto con el estilo new wave y buscó traer esas influencias a Argentina a través de su nueva banda, Punch. El cambio que buscó mostrar con su anterior etapa era visible ya desde la tapa de su disco debut, Adonde quiera que voy (1980), donde se lo veía muy cambiado, con un nuevo corte de pelo y un traje, a tono con la influencia new wave, y haciendo un gesto de guiño picaresco, como si no se tomara a sí mismo demasiado en serio; además en términos musicales es de destacar que el disco era innovador dentro de la escena argentina, incluyendo algunos de los primeros reggaes en el país ("Atención al camino", "La serpiente"). La recepción que tuvo de su público, demasiado apegado a su etapa folk con Pedro y Pablo, fue fría. Pero fue importante para marcar que ya estaban empezando a darse los primeros pasos para realizar la renovación musical en el ambiente argentino.
Entre tanto, la visita a Argentina en octubre de 1980 de The Police, banda emblema de la expansión de la new wave, sirvió para mostrarle a los argentinos que había un nuevo sonido que estaba estallando afuera de las fronteras, e influiría en los siguientes sonidos que tomarían los músicos.
Pronto empezaron a aparecer bandas argentinas que estaban cansadas del estilo protestón, estas bandas buscaban expresar su disconformidad ya no desde la protesta sino desde la burla y las letras humorísticas.

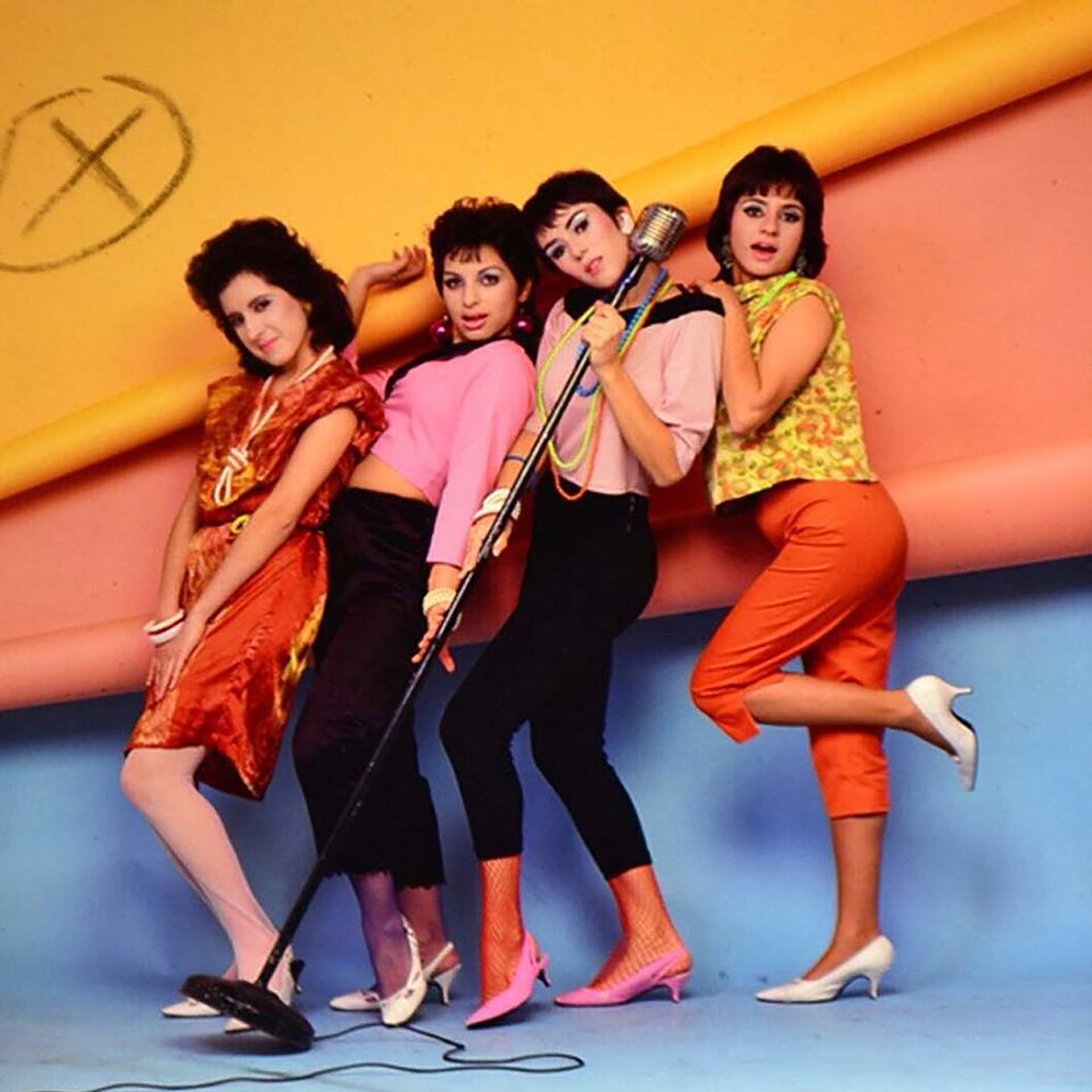
Viuda e Hijas de Roque Enroll en la portada de su álbum debut homónimo de 1984.

Estaban surgiendo dos grupos íntegramente compuestos por mujeres, con gran dedicación en sus puestas en escena y muy emparentados con el rock teatral: Las Bay Biscuits y Viuda e Hijas de Roque Enroll. En una época donde la participación de las mujeres en el rock argentino era muy limitada, las primeras se ganaron su espacio a fuerza de ser parte de la troupe circense que acompañaba a Patricio Rey y sus Redonditos de Ricota en sus presentaciones, y las segundas efectuando una mezcla singular: usar la música pop comercial de la nueva ola de los años '60, pero en lugar de hablar de temas ligeros y juveniles, buscar hacer críticas a la sociedad argentina, la clase política y la dictadura militar, de una forma ácida y burlona a través de letras humorísticas. La combinación fue muy bien aceptada por el público y la música divertida empezó a subir escalones.
Estaban surgiendo también Los Twist, otra banda que definió el género, con mayor inclinación al ska, el reggae y mayor uso del saxofón como instrumento principal, además de letras incluso más incisivas políticamente como "Pensé que se trataba de cieguitos"; Los Twist tenían como voces principales tanto una mujer (Fabiana Cantilo) como un varón (Pipo Cipolatti). Su álbum La dicha en movimiento es quizás el más representativo de todo lo que es la música divertida.
Los Helicópteros también quedaron enmarcados en el movimiento (si bien se autodefinían como música Pep), tuvieron un hit: "Radio Venus", con letra ambientada en contactos con los extraterrestres y un videoclip (uno de los primeros en Argentina) de bajo presupuesto y de tono muy humorístico.
Estaba formándose Suéter, teniendo como líder a Miguel Zabaleta, líder bastante perfeccionista que siempre buscó el equilibrio entre las letras comprometidas socialmente y la música que pudiera ser bailada.
Tras un paso fugaz en el beat psicodélico de fines de los '60, se volvía a armar Los Abuelos de la Nada, con Miguel Abuelo a la cabeza y toda una troupe de formidables músicos que harían carreras destacadas, como Daniel Melingo, Gustavo Bazterrica y Andrés Calamaro; su carta de presentación fue "No te enamores nunca de aquel marinero bengalí", que fue un éxito con su ritmo alegre y su letra cándida.
Aparecía otra banda que definiría el género: Virus, banda platense con los hermanos Moura a la cabeza, probablemente los más transgresores, atrevidos, escandalizadores y que buscaron la modernidad; en sus presentaciones Virus también padeció la indiferencia (como Punch) o directamente la agresividad de un público que se había estancado en la cultura hippie y el sonido progresivo, además de ciertas dosis de homofobia (su cantante principal y cara visible, Federico Moura, era gay, algo que generaba rechazo en la Argentina de la época, inclusive entre los roqueros supuestamente más progresistas); Virus se abrió camino a través de letras ácidas, humorísticas, en muchos casos ingeniosas ("Loco coco", un trabalenguas humorístico) y que criticaban la idiosincrasia de la sociedad del país ("Me fascina la parrilla", donde se burlan de la típica arrogancia argentina), y al final evolucionarían a otros sonidos con su álbum con fuerte pulso roquero Agujero interior (1983), pero siempre mantendrían ese espíritu transgresor y vanguardista.
Por último, pero no menos importante, Soda Stereo, la banda insignia de la expansión del rock argentino por toda Latinoamérica, en sus primeros años estuvo enmarcado dentro del movimiento de la música divertida, algo que se vuelve evidente al revisar su álbum debut (1984), muy alejado de su estilo característico de sus siguientes álbumes, y con letras mucho más terrenales y mundanas, con referencias directas en lugar de usar alusiones como metáforas, y con el sello de la música divertida de usar el humor y la ironía. Inclusive, el propio nombre de la banda había surgido como una especie de parodia a las marcas de gaseosas, como si "Soda Stereo" fuera un producto a vender. La huella de Federico Moura, músico al que Gustavo Cerati le guardaba una gran admiración y que le produjo este disco debut a los Soda, es evidente en este disco. Luego la banda viraría hacia otros sonidos más sofisticados, abandonando la simpleza en las letras y cargándolas de metáforas, lo que les daría un estilo más sutil y refinado con el que ganarían la popularidad en Latinoamérica.

### Avance en popularidad
La música divertida tuvo gran éxito en un momento, a inicios de los '80, donde aún gobernaba la dictadura militar pero donde ya se palpaba su final y se buscaban válvulas de escape para poder expresar el descontento. En contraposición al rock progresivo de la anterior década, la música divertida podía ser pasada en una fiesta o en un baile. Por un lado, esto hizo que el rock recuperara la energía y el ritmo visceral, que habían quedado olvidados cuando el rock argentino se volvió más ideológico. Por otro lado, también hizo que el rock argentino recuperara la visibilidad y la presencia en las pistas, que había perdido al virar hacia un estilo más intelectual y cerebral. Y sumando a todo lo anterior, también cumplía con las necesidades de expresar la voz de disconformidad con la dictadura y el estado en que estaba el país, a través de sus letras de humor ácido en donde revelaba la injusticia, ya no desde la metáfora disfrazada sino desde la burla evidente y grotesca. Sin embargo, hubo quienes les disgustó el género, especialmente un sector de la prensa más ideológicamente intransigente. En el testimonio de Mavi Díaz, cantante de Viuda e Hijas de Roque Enroll y una de las protagonistas del movimiento:

—¿Qué recuerdos tenés de los comienzos del grupo y cómo manejaron la popularidad?
—No había muchas chicas que tocaran en esa época y mucho menos populares. Al principio mucha gente venía a ver si tocábamos de verdad. Fue fenomenal lo que pasó con el público, teníamos fans de todas las edades, toda la familia, niños y abuelos. Los pibes nos decían que les encantaban Las Viudas porque en sus casas podían poner a todo volumen nuestros discos y no se los hacían sacar. Sin embargo, la prensa psicobolche de esa época era bastante crítica con nosotras pero creo que era porque no entendían nada. El primer periodista que entendió a las Viudas desde el minuto uno fue Pipo Lernoud.
Mavi Díaz

La Guerra de Malvinas de 1982 le dio un inesperado impulso al rock argentino: con la censura a la música en inglés se le dio apoyo a los artistas nacionales, que ahora sí eran pasados en la radio en lugar de ser perseguidos. Surgió una nueva escena vibrante de rock en Argentina, con toda una serie de revistas, boliches, discográficas y bandas nuevas. La derrota en la guerra marcaría el inicio de la recta final de la dictadura, que finalmente se iría en diciembre de 1983, hecho que también favoreció al rock argentino.

### Declive y final
Pero ya en democracia, el rock argentino continuó evolucionando, y fueron llegando cada vez estilos más sofisticados, como el dark y la música electrónica, que empezaron a desplazar a la música divertida. Además, para mediados de los años '80 ya era evidente que el sonido twist de la nueva ola de los años '60 (otro de los puntos que siempre se le había criticado al movimiento) era demasiado viejo y había quedado demasiado obsoleto. Las bandas fueron separándose o cambiando su sonido, haciendo que el movimiento desapareciera para mediados de los '80.
No obstante, la música divertida ya había cumplido su principal legado: revitalizar el rock y recuperar el espíritu descontracturado y el ritmo enérgico y bailable, lo cual facilitaría la popularidad del rock argentino en su expansión por toda Latinoamérica.